# Hegemonietheorie
Die Hegemonietheorie (auch „Theorie Hegemonialer Stabilität“) ist in den Internationalen Beziehungen eine zumeist im Neorealismus vertretener Ansatz. Er widerspricht dem  realistischen Axiom, dass sich das internationale System in einem permanenten Anarchiezustand befindet, und betont stattdessen die Bedeutung von Hegemonie im Gesamtgefüge der Weltgesellschaft. Durch die Interessen des Hegemons und ihre erwartbare Durchsetzung entstehen im internationalen System stabile Präferenzen, die die Folgen des eigenen Handelns absehbar werden lassen. Der Hegemon erzeugt damit – wenn er unumstritten bleibt – eine internationale Ordnung. Gemäß der Hegemoniezyklentheorie kommt es in regelmäßigen Abständen jedoch zu Auf- und Abstiegen von Hegemonialmächten, die die dominante Rolle in der Welt einnehmen. Diese Mächte zeichnen sich für neorealistische Autoren durch die Führungsposition in Militär und Wirtschaft aus. Für andere Autoren sind hegemoniale Ressourcen weiter gefasst. So wird von Vertretern des Neoliberalen Institutionalismus die Bedeutung von Soft Power hervorgehoben; Konstruktivistische Autoren etwa fragen nach der Rolle von Massenmedien; Neogramscianer verweisen auf die Kämpfe sozialer Kräfte.
„Hegemonietheorie“ bezeichnet auch neomarxistische und postmarxistische Denkansätze einer Diskurstheorie der Macht innerhalb von Gesellschaften, wie sie etwa mit den Namen Antonio Gramsci und neuerdings Ernesto Laclau und Chantal Mouffe verbunden sind, deren im angelsächsischen Raum bekannt gewordenes Buch Hegemonie und radikale Demokratie 1985 erschienen ist. Unter dem Namen Hegemonieanalyse werden Versuche gefasst, die Hegemonietheorie Laclaus und Mouffes für empirische diskursanalytische Untersuchungen nutzbar zu machen.